# Commentarii de bello civili

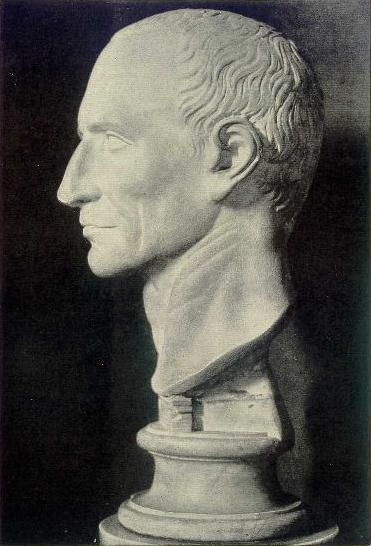
Buste van Julius Caesar

Commentarii de bello civili ("nota's over de burgeroorlog") is een werk van Gaius Julius Caesar, waarin hij verslag doet van de burgeroorlog tussen hemzelf en Gnaius Pompeius Magnus maior. Het werk beslaat drie boeken en lijkt onafgewerkt te zijn. In dit geval is het dan ook postuum uitgegeven. Toch vormt het in zekere zin een afronding, het begint namelijk met de aanleiding voor de burgeroorlog begin 49 en eindigt eind 48 met de berechting van Pompeius' moordenaar, wat een afgerond geheel geeft. Zeker weten over beide hypotheses doen we niet. Het behandelt de jaren 49 en 48 v.Chr. Caesar legt in zijn heldere en bondige stijl uit dat hij tegen zijn wil een noodzakelijke oorlog moet uitvechten met Pompeius. Het is samen met de correspondentie van Cicero een belangrijke, maar gekleurde bron over de burgeroorlog.

## Opening boek
"Litteris a C. Caesare consulibus redditis, aegre ab his impetratum est summa tribunorum plebis contentione, ut in senatum recitarentur; ut vero ex litteris ad senatum referretur, impetrari non potuit. Referunt consules de republica infinite. L. Lentulus consul senatui reique publicae se non defuturum pollicetur, si audacter ac fortiter sententias dicere velint; sin Caesarem respiciant atque eius gratiam sequantur, ut superioribus fecerint temporibus, se sibi consilium capturum neque senatus auctoritati obtemperaturum: habere se quoque ad Caesaris gratiam atuqe amicitiam receptum."

## Nederlandse vertaling
- Gaius Iulius Caesar, Commentarii de bello civili ("Burgeroorlog") - Anonymi, Bellum Alexandrinum. Bellum Africanum. Bellum Hispaniense ("gevolgd door anonieme verlagen van de oorlogen in Alexandrië, Afrika en Spanje"), introd. trad. comm. H.W.A. Van Rooijen-Dijkman, Amsterdam, 2003. ISBN 9025306578